# Chuncheon
Chuncheon (Chuncheon-si; 춘천시; 春川市) è il capoluogo della provincia sudcoreana del Gangwon. La città sorge nel nord-est della provincia, in una conca formata dal fiume Soyang e del fiume Han. La città è bagnata da alcuni grandi laghi, come il lago Soyang ed il lago di Uiam.

## Galleria d'immagini

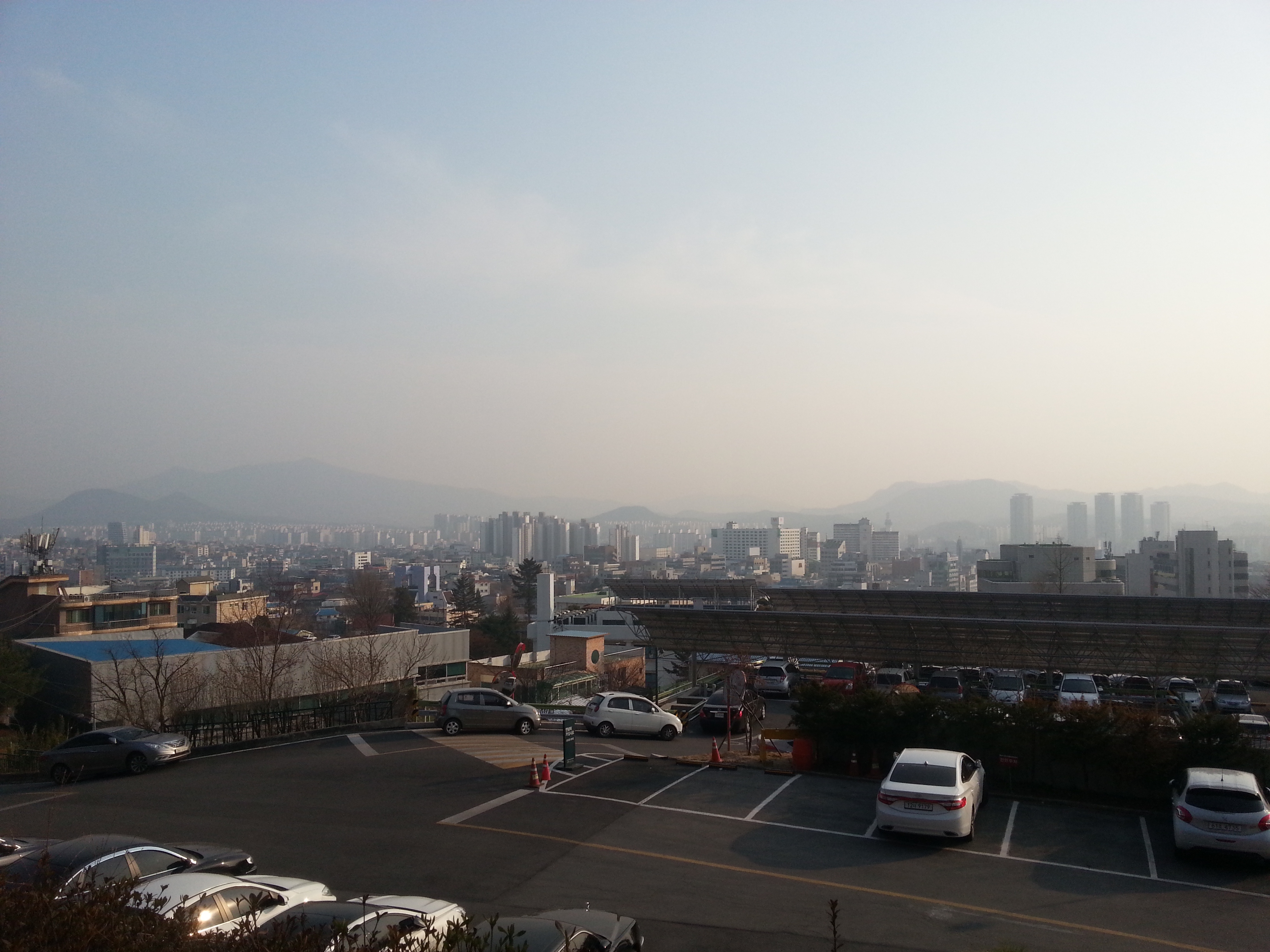
Panorama di Chuncheon
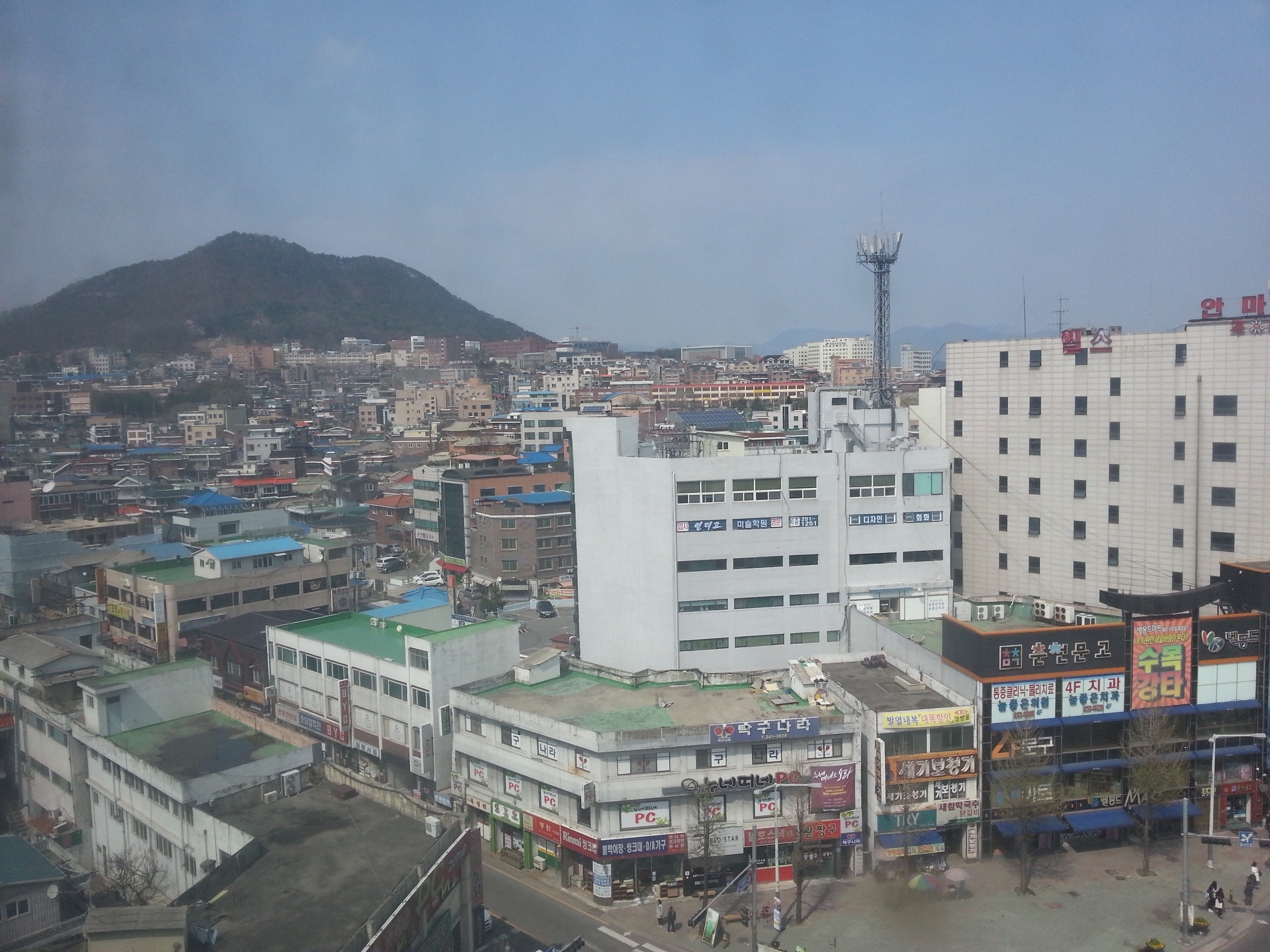
Vista di Chuncheon
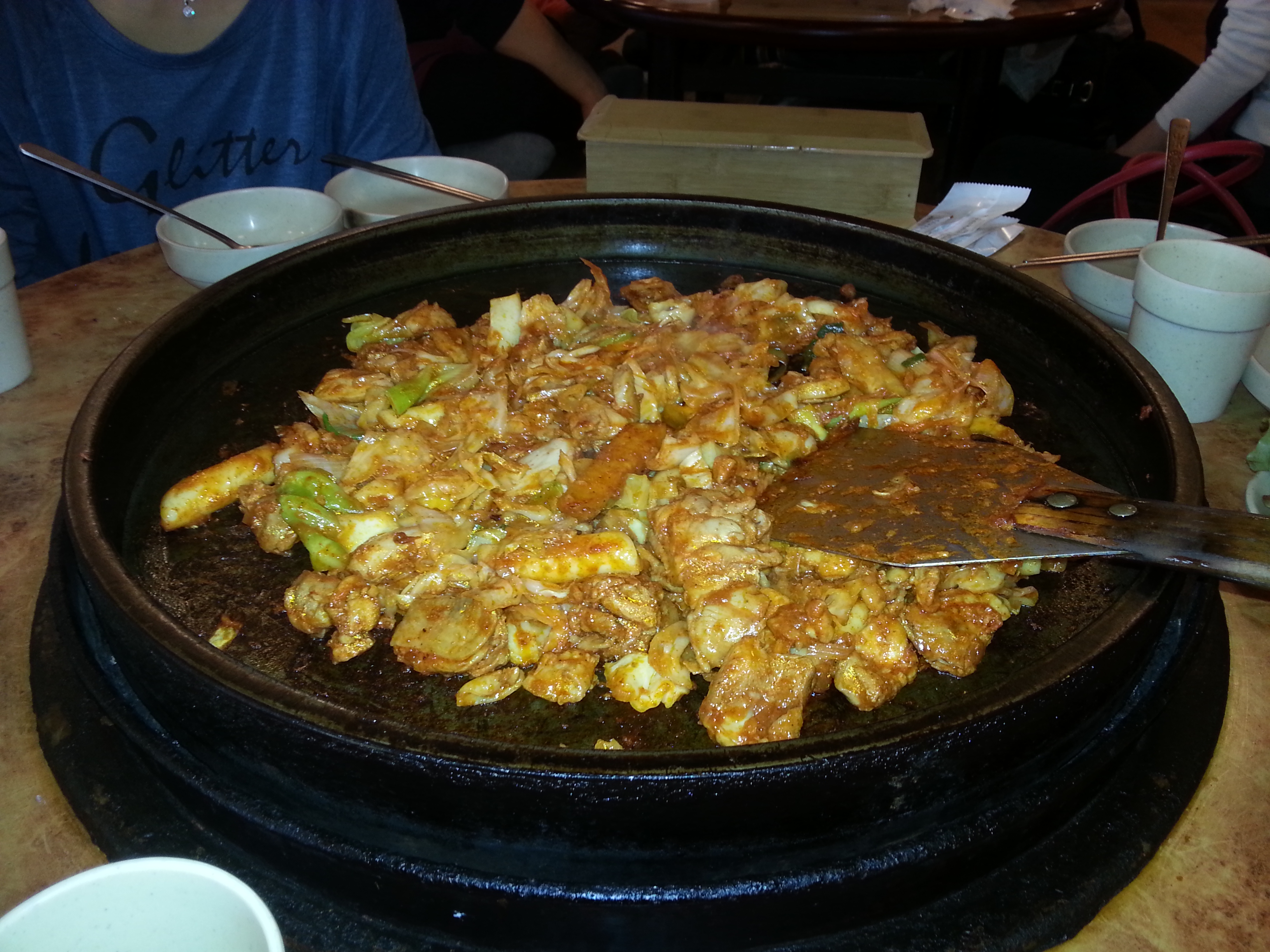
Dak galbi
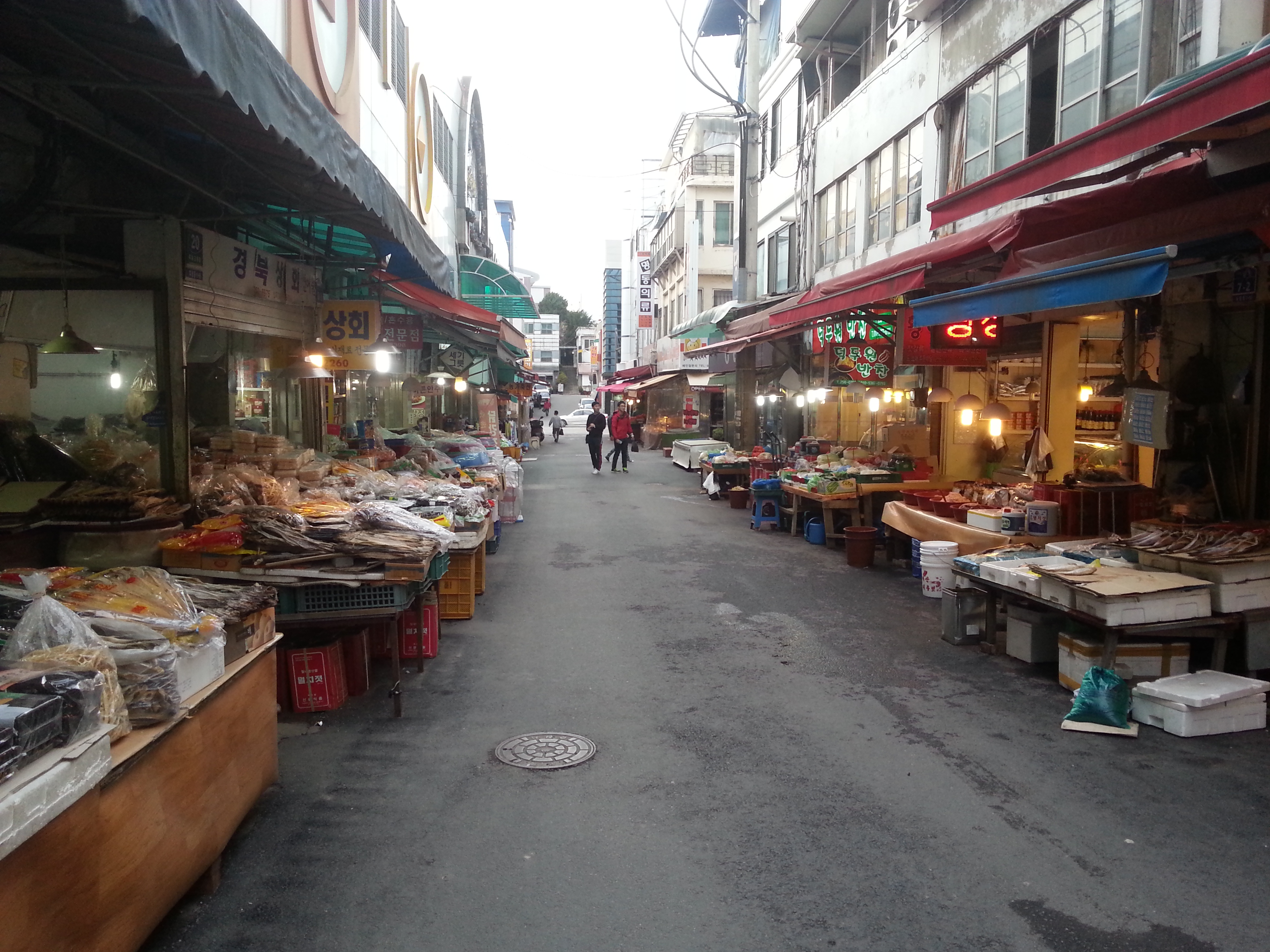
Mercato tipico